# النباتات المعمرة في سلطنة عمان

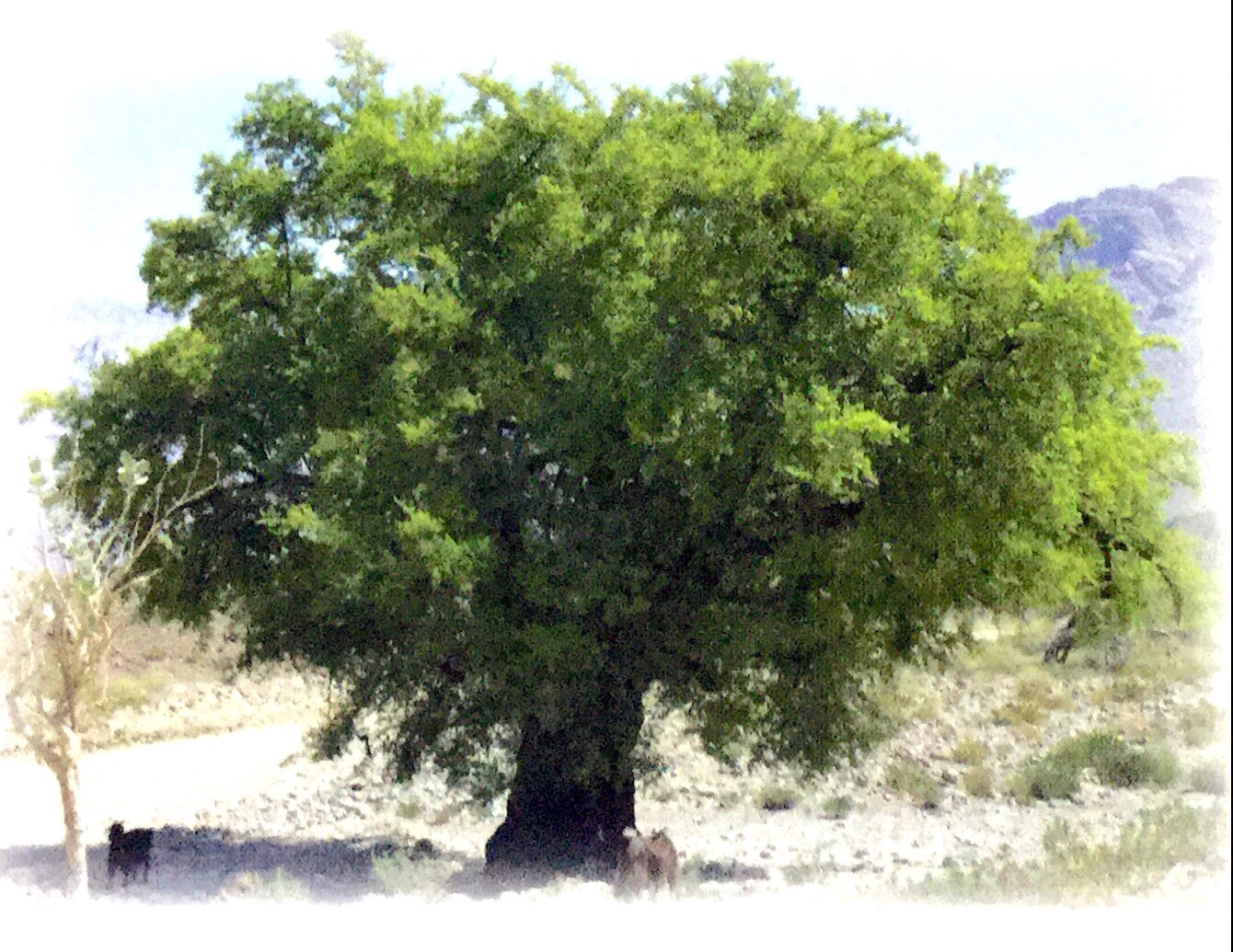
شجرة السدر

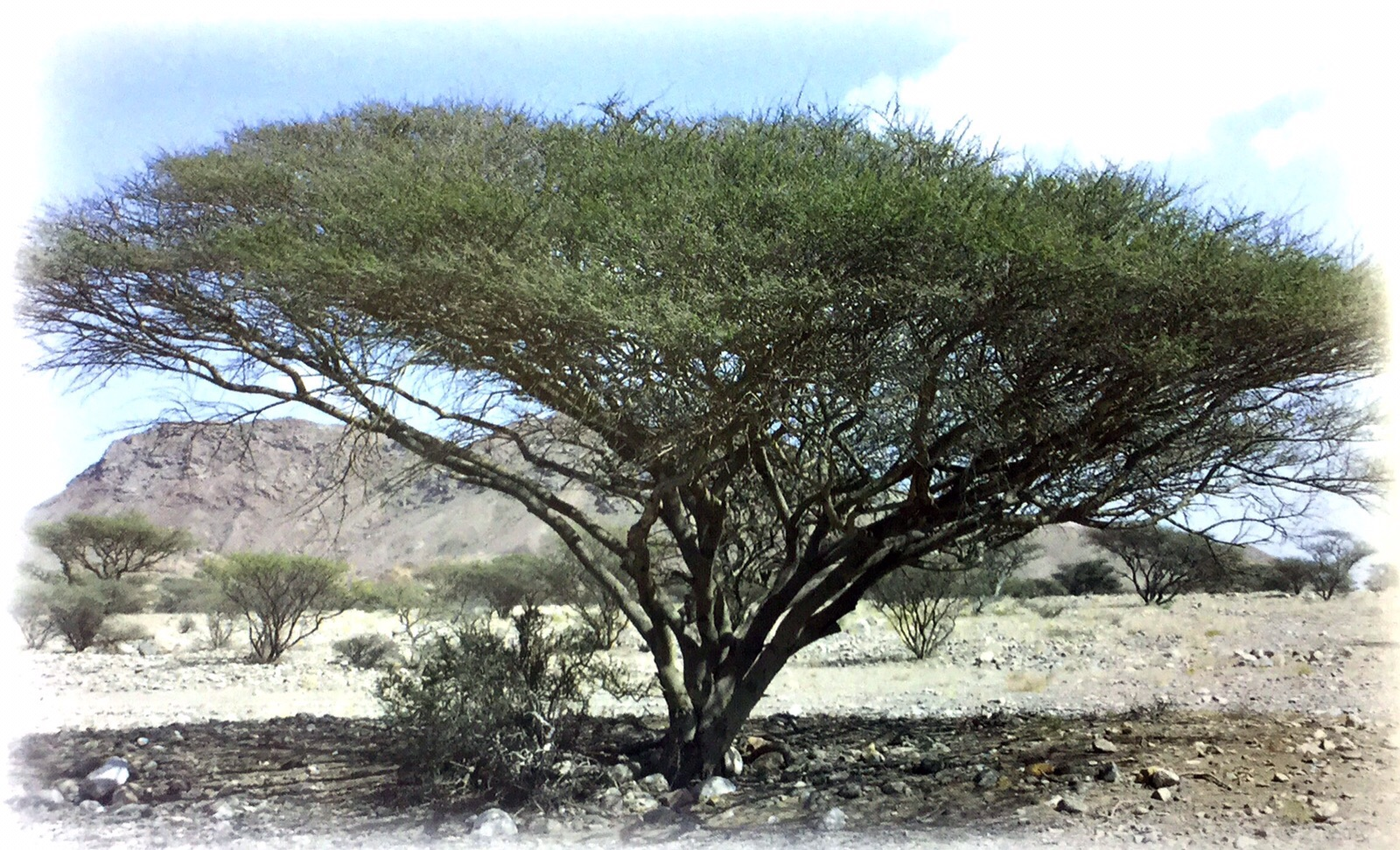
شجرة السمر

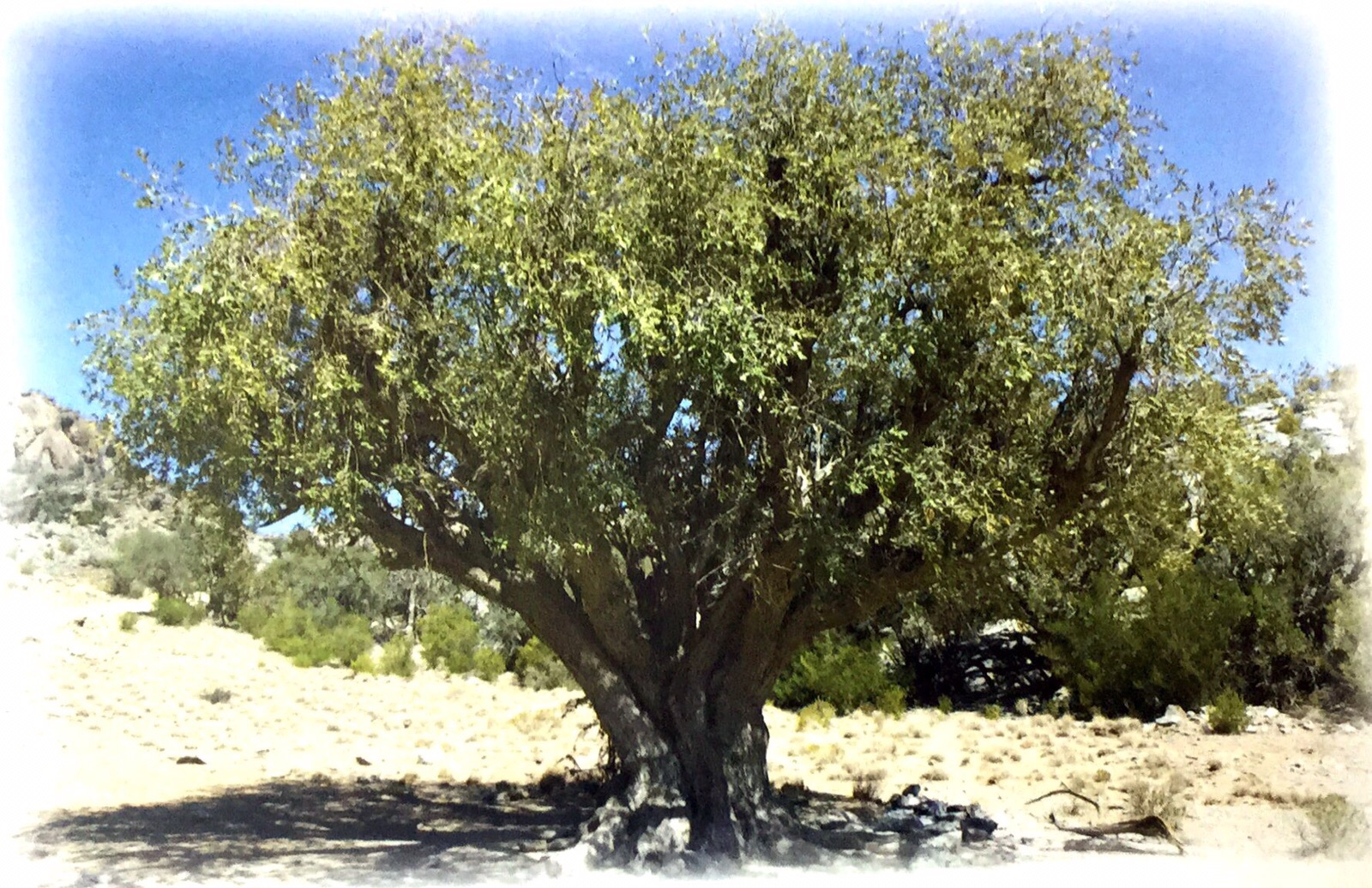
شجرة العتم

النباتات المعمرة في سلطنة عمان، تحظى سلطنة عمان بتنوع نباتي، حيث أن العمانييِن اهتموا بهذا التنوع لاسيما النباتات والأشجار المعمرة والتي ترمز إلى مختلف العادات والتقاليد الحيَّة التي تخص العمانيين. وتنتشر في جميع محافظات السلطنة الكثير من الأشجار المعمرة، كشجرة السدر التي يصل ارتفاعها إلى 12 مترًا، وهي من الأشجار ذات المردود الاقتصادي والمحببة لدى الكثير من الناس، حيث تستخدم في عمليات الغسل والطهارة، ويستفاد من خشبها في الكثير من الاستخدامات، إلى جانب الاستفادة من ظلها وثمارها، كما تنتشر شجرة السمر المعمرة أيضًا بجميع محافظات السلطنة، وهي شجرة متساقطة الأوراق مظلية الشكل شوكية يتراوح ارتفاعها بين 6-8 أمتار أحادية أو ثنائية الجذع ومتشعبة الأوراق ريشية مركبة الجذور وتدية منتشرة عميقة، تنتمي إلى فصيلة القرنيات، ومعدل نموها سريع ومن ثم يقل كلما تقدمت الشجرة في العمر، وهي من الأشجار ذات الاستخدامات المتعددة، حيث يستخلص النحل أجود أنواع العسل من رحيق أزهارها، كما تتغذى المواشي على ثمارها وأوراقها، بينما تستخدم أغصانها وجذوعها في عمليات الطهي وإنتاج الفحم لقوة اشتعاله، وهي شجرة تتحمل درجة الحرارة المرتفعة وفترات الجفاف لسنوات طويلة وتستفيد من الرطوبة الجوية في حصولها على الماء اللازم للحياة.

## التاريخ
تنتشر الأشجار المعمرة في سلطنة عمان بشكل كبير، حتى أنه لا تخلو منطقة من مناطق السلطنة إلا وبها أكثر من نوع من هذه الأشجار، وتتواجد هذه الأشجار في الأودية وعلى جوانبها وفي المناطق الجبلية والمنحدرات الصخرية الجافة والتلال الجافة والمناطق الرملية.
على الرغم من الموقع الجغرافي لسلطنة عمان والواقع في نطاق المناطق الجافة وشبه الجافة، إلا أن هذه النباتات استطاعت التأقلم مع هذه الظروف، مما أضفى إلى أماكن تواجدها أبعادًا جمالية وتستمر هذه الجمالية لفترات طويلة بحكم أن أعمارها يتجاوز الـ 150 عامًا. وإلى جانب النباتات والأشجار المعمرة المحلية، فمن المعروف أن العمانيين كانت لهم أسفار في مختلف بقاع الأرض سواء كانت رحلاتهم للتجارة أم الاستكشاف، فمن خلال رحلاتهم جلبوا معهم نباتات وأشجار معمرة غرسوها أثناء عودتهم والتي أصبحت موردًا من الموارد الطبيعية؛ فعرفت بالنباتات المتأقلمة.

### أنواع الأشجار
ومن الأشجار المعمرة شجرة السمر، والتي تعد من أكثر الأشجار انتشارًا في عُمان، وتتواجد في المناطق السهلية والمنحدرات الصخرية. وكذلك من ضمن الأشجار المعمرة شجر العتم والتي تنتشر في سلسلتي جبال الحجر الشرقي والغربي وجبال محافظة ظفار وتتميز هذه الشجرة بصلابة أخشابها ومقاومتها، وبالتالي فهناك الكثير من النباتات المعمرة سواء المحلية كالغاف أو المتأقلمة كالزام.
إن لهذه النباتات أهمية كبيرة لما لها من استخدامات عديدة كالاستخدامات الغذائية والطبية والتجميلية مما جعلها موردا من الموارد الطبيعية المهمة، بالإضافة إلى أن لهذه النباتات دورًا كبيرًا في تماسك التربة وحمايتها من الانجراف عند هطول الأمطار وسيلان الأودية وبالتالي فقد حظيت هذه النباتات باهتمام كبير. وإن للنباتات المعمرة فوائد واستخدامات جمة، ينبغي المحافظة عليها كونها تحتاج إلى زمن طويل لتنمو وتكبر وحتى تكون غطاء نباتيا يعطي جمالية للأرض.